# Deauville
Deauville je francouzská obec v Normandii. Obec má přezdívku „královna normandských pláží“. Přitahuje zvláště zámožné hosty také luxusními hotely, dostihovou dráhou, přístavem a řadou zábavních podniků. V roce 2008 v ní žilo téměř 4000 lidí.

## Historie
První zmínka o Deauville pochází z roku 1060, kdy obec ještě nesla jméno A Enilla. K rozmachu malé obce došlo až od 60. let 19. století, kdy na normandské pobřeží opakovaně zavítal Napoleon III. Pro Deauville a blízké Trouville-sur-Mer bylo vybudováno společné nádraží a vyhlouben byl i uzavřený přístav. Deauville bylo vážně poničeno za první světové války. Ve městě se 19. července 1936 konal automobilový závod vozů kategorie Grand Prix, byl to 1. (a jak se později ukázalo) i poslední ročník tohoto závodu. Byl to totiž tragický závod se dvěma smrtelnými zraněními, při kterých zahynuli Albert "Raymond" Chambost a Marcel Lehoux.
V současnosti obec žije hlavně z turistického ruchu. Významná je zdejší dostihová dráha Hippodrome de la Touques, díky níž se kolem Deauville soustředilo mnoho stájí pro chov špičkových dostihových koní. Napomáhá tomu i partnerství s americkým dostihovým střediskem Lexingtonem.
V roce 1966 v Deauville natočil režisér Claude Lelouch film Muž a žena. V roce 2007 Deauville hostilo mistrovství Evropy ve střelbě ze vzduchových zbraní.

## Vývoj počtu obyvatel
Počet obyvatel

## Partnerská města
- Cowes, Spojené království
- Eicklingen, Německo
- Kildare, Irsko
- Lexington, Kentucky, USA